# Simon Jubani

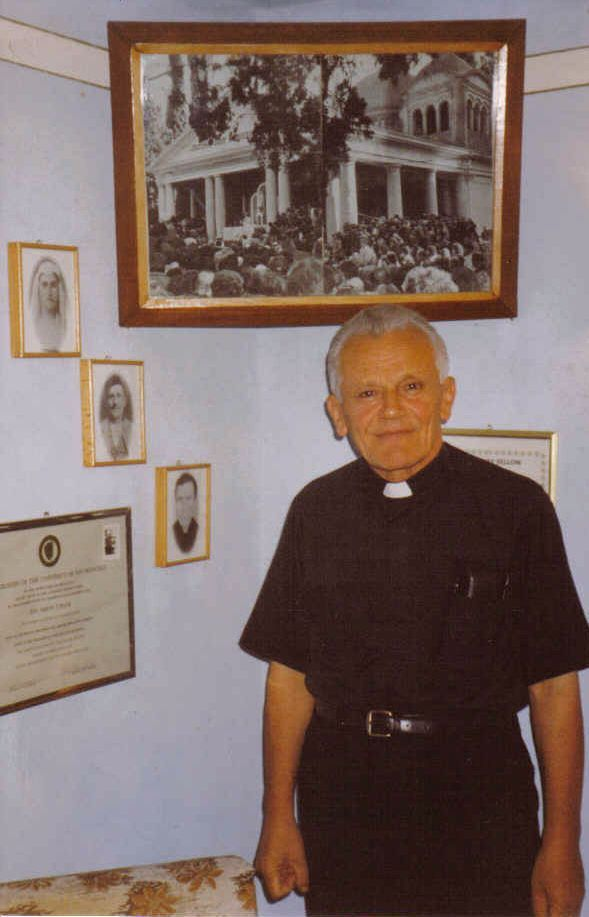
Simon Jubani 1993 in Shkodra vor einem Foto der Messfeier auf dem Friedhof von Shkodra am 11. November 1990

Simon Jubani (* 8. März 1927 in Shkodra; † 12. Juli 2011 ebenda) war ein albanischer katholischer Priester. Er war der erste Priester, der 1990 wieder einen öffentlichen Gottesdienst in Albanien zelebrierte. Während der kommunistischen Diktatur war er seit der Verhängung des Religionsverbots 1967 bis 1989 fast ununterbrochen eingekerkert.

## Leben
Dom Simon Jubani wurde in Shkodra geboren. Im Alter von 16 Jahren begann er 1943 seine kirchliche Ausbildung am Seminar der Jesuiten in seiner Heimatstadt. Nach der Schließung dieser kirchlichen Schule durch die Kommunisten setzte er seine Ausbildung an einem staatlichen Gymnasium fort. 
1957/58 war er als Diakon in der Mirdita tätig. Nach seiner Priesterweihe im Mai 1958 wirkte er ebendort als Pfarrer. 1964 wurde er verhaftet und von der politischen Justiz zu 25 Jahren Arbeitslager verurteilt. Einen Großteil der Zeit verbrachte er im berüchtigten Gefängnis von Burrel in Einzelhaft, weil er sich weigerte, im Bergwerk zu arbeiten. Dort wurde Jubani auch häufig gefoltert. 1988 wurde er erstmals auf Bewährung entlassen. Er kam aber bald noch einmal ins Gefängnis, weil er sich nicht an das Schweigegebot der kommunistischen Machthaber hielt. Seine endgültige Freilassung erfolgte am 13. April 1989. 
Am 4. November 1990 zelebrierte Simon Jubani in der Kapelle des katholischen Friedhofs von Shkodra die erste öffentliche Messe in Albanien seit Jahrzehnten. Das Religionsverbot war offiziell noch nicht aufgehoben und die sakralen Gebäude befanden sich, soweit sie nicht zerstört waren, in der Hand des Staates. An einer weiteren Messe auf dem Friedhof am 11. November haben mehrere tausend Gläubige teilgenommen. Dieser Gottesdienst war 1990 ein wichtiger Markstein der antikommunistischen Befreiungsbewegung in Albanien.
Dom Simon war 1991 der erste albanische Geistliche, der von Papst Johannes Paul II. in Rom empfangen wurde. Bei diesem Gespräch wurden die Grundlagen für den Wiederaufbau der albanischen Kirche gelegt.
In den 1990er Jahren war Dom Simon Jubani in verschiedenen katholischen Hochschulen in Belgien, Frankreich und den USA als Gastdozent tätig. In Albanien arbeitete er wieder als Priester in Shkodra und den angrenzenden vormals mehrheitlich katholischen Regionen.
Den albanischen Machthabern, den Demokraten ebenso wie den Sozialisten, stand Dom Simon Jubani auch nach dem Ende des Kommunismus kritisch gegenüber. Schon 1993 prangerte er öffentlich die Korruption der Berisha-Regierung an. Seit 1995 bekam er Morddrohungen und bewaffnete Banden beschossen sein Wohnhaus in Shkodra.
Nachdem Sali Berisha 2005 erneut an die Regierung kam, kritisierte Jubani den Ministerpräsidenten scharf. Er machte ihn maßgeblich für die soziale Verelendung weiter Teile des albanischen Volkes verantwortlich. Berisha habe Mitschuld, dass 50.000 albanische Mädchen und Frauen nach Westeuropa in die Prostitution verkauft wurden.
Möglicherweise waren es die scharfen politischen Stellungnahmen Jubanis, die einer Berufung zum Bischof in einer der albanischen Diözesen entgegenstanden. Von allen Priestern, die das kommunistische Gewaltregime überlebt hatten, war er der jüngste und gesündeste, und seine Verdienste um den Wiederaufbau der katholischen Kirche insbesondere zu Beginn der 1990er Jahre sind allgemein anerkannt.

## Ehrungen
1991 verlieh die University of San Francisco Dom Simon Jubani die Ehrendoktorwürde. Der US-Bundesstaat Michigan würdigte Jubanis Engagement für die Pressefreiheit, insbesondere den Aufbau der Kirchenpresse, 1996 mit einer Auszeichnung.   

## Werke
- Burgjet e mia. Kujtime. (Meine Gefangenschaft. Erinnerungen.) Shkodra/Rom 2001.